# Eerste aanval op de haven van Oostende
De eerste aanval op de haven van Oostende tijdens de Eerste Wereldoorlog (Operatie ZO) was de eerste van twee Britse aanvallen op de haven van Oostende in 1918 met het doel de vaargeul te blokkeren zodat Duitse U-boten niet meer konden uitvaren. Tegelijkertijd werd ook de haven van Zeebrugge aangevallen.

## Achtergrond
Met de Zeeslag bij Jutland was de Duitse vloot verslagen. Duitsland besloot om de oorlog niet op maar onder de zee voort te zetten als onbeperkte duikbotenoorlog. Hiertegen hadden de Britten toen geen verweer. Duikboten vanuit Wilhelmshaven vormden geen grote bedreiging, omdat ze een dag onderweg waren en langs mijnenvelden moesten. Een poging om de mijnen te vegen was mislukt tijdens de Tweede Slag bij Helgoland. Antwerpen was ook geen probleem, omdat het van op het water kon beschoten worden. De duikbootbasis van Brugge lag te ver landinwaarts om ze vanuit zee te beschieten. Ook ze vanuit de lucht bombarderen was in die tijd te moeilijk. De duikboten voeren langs de kanalen naar Zeebrugge of Oostende en zo naar zee, waar ze Britse schepen aanvielen.
In 1915 had admiraal Reginald Bacon al geprobeerd om de sluispoorten te beschieten vanaf monitors, maar daarbij waren alleen de gebruikte 305mm-kanonnen kapotgeschoten en niet de sluizen. John R. Jellicoe stelde in 1917 voor om Zeebrugge te bezetten, maar het landleger geraakte niet door de Duitse verdediging. Admiraal Roger Keyes werkte een plan uit om de havengeulen van Zeebrugge en Oostende te blokkeren en de admiraliteit gaf groen licht in februari 1918. De aanval werd op 11 april en op 14 april afgeblazen wegens slecht weer. De motorboot HMS CMB 33 was daarbij gestrand in Duits gebied, zodat de Duitsers de plannen van de operatie in handen hadden.
Op 22 april 1918 nam admiraal Keyes het bevel over een vloot van 168 schepen en een troepenmacht van 1.800 man.

## Verloop
Het kanaal van Brugge naar Oostende was smaller dan het kanaal naar Zeebrugge. Daarom waren voor Oostende maar twee blokkerende schepen voorzien: de oude kruisers HMS Sirius en HMS Brilliant. De operatie stond onder bevel van Hubert Lynes.
De operatie werd gedekt door een bombardement van bombardeerschepen en van artillerie te land nabij Ieper. Torpedoboten zouden een rookgordijn aanleggen en de bemanningen weghalen nadat de blokkade een feit was. De monitors namen de Duitse kustverdediging onder vuur, vooral de krachtige 280-millimeterkanonnen die van het slagschip Tirpitz waren gehaald.
Terwijl dus een artillerieduel van op grote afstand aan gang was, stoomden de kruisers op naar de monding van het kanaal. Toen stak een sterke landwind op, die het rookgordijn achteruit over de schepen blies. De Duitsers zagen de schepen aankomen en openden het vuur. De kapiteins voerden de snelheid op en zochten de boei van de stroombank die de vaargeul naar het kanaal markeerde. De uitkijk in de mast van HMS Brilliant zag de boei recht vooruit liggen en kapitein Alfred Godsal zette koers recht erop af.
Toen kwam de kruiser plots tot stilstand in een zandbank; de mannen vlogen over het dek van de schok. De Sirius die achterop voer was de boei ook al voorbij en luitenant commandant Henry Hardy zag ineens dat de Brilliant vlak voor hem stillag. Hij kon niet meer uitwijken en botste achter op de Brilliant. De twee schepen waren nu stilliggende wrakken en dus een gemakkelijk doelwit voor de Duitse artillerie.
De kapiteins bevalen de schepen te verlaten in motorboten en ontstaken de lonten van de springladingen om de schepen te doen zinken zoals voorzien. Zoals het een kapitein betaamt verliet Godsal als laatste zijn schip en stapte aan boord van de ML276 van luitenant Rowley Bourke. Onder wederzijds artillerievuur werd de aftocht naar Dover en Duinkerken geblazen. Admiraal Keyes was ontgoocheld.
De Duitse bevelhebber van Oostende had er zich rekenschap van gegeven, dat een aanval bij nacht en nevel mogelijk was. In dergelijke omstandigheden kon een aanval alleen gebeuren als de navigatieboei er lag. In plaats van de boei weg te nemen, had de Duitse bevelhebber bevolen, om de boei ‘s nachts 2 km naar het oosten te verleggen, midden in de zandbanken. Die eenvoudige maatregel had het hele Britse plan verijdeld.

## Nasleep
De aanval op de haven van Zeebrugge die tegelijkertijd plaatsvond was ook een mislukking. Ook een tweede aanval op de haven van Oostende in mei mislukte. Duitse duikboten van de UC-klasse konden nog altijd vanuit Brugge naar Zeebrugge of Oostende de zee op, tot in oktober 1918 de Britse landmacht het terrein veroverde. De gezonken wrakken werden pas in 1921 geborgen.